# سمكة قوس قزح
سمكة قوس قزح (الاسم العلمي: Melanotaenia)، جنس الأسماك من فصيلة أسماك قوس قزح توجد في أستراليا وإندونيسيا (بابوا الغربية) وغينيا الجديدة والجزر الصغيرة القريبة. أنواعها 86.